# الذئب المراهق
الذئب المراهق (بالإنجليزية: Teen Wolf)‏ هو فيلم فنتازيا كوميدي أمريكي من إخراج رود دانيال وبطولة مايكل جي فوكس وجيمس هامبتون، صدر الفيلم في 23 أغسطس 1985.